# Kure Haj-e Chojes
Kure Haj-e Chojes – osiedle w Iranie, w ostanie Chuzestan. W 2006 roku miejscowość liczyła 68 mieszkańców w 16 rodzinach.